# Passage du Havre
De Passage du Havre is een overdekte winkelgalerij met een glazen dak uit het midden van de 19e eeuw. De passage is gelegen in het 9e Arrondissement van Parijs.

## Ligging
De Passage du Havre is gelegen tussen 69 rue Caumartin en 109 rue Saint-Lazare, in een zakenwijk in de buurt van de grote warenhuizen. 

## Oorsprong van de naam
De passage werd vernoemd naar de nabij gelegen Rue du Havre. De straat en passage verwijzen naar de stad met dezelfde naam aan de monding van de Seine.

## Geschiedenis
De passage werd in 1845 aangelegd op een grondstuk dat eigendom was van de adellijke families Fouquel, Selles, Doux en Durand-Billion. Ze werd geopend in september 1846 onder de naam Passage du Chantier de Tivoli.
Anno 2021 is de Passage du Havre de drukste winkelpassage van Parijs door de gunstige ligging tussen het treinstation Saint-Lazare en de grote warenhuizen Printemps en Galeries Lafayette. De doorgang wordt gebruikt door zowel het winkelend publiek als de werknemers die in de wijk werken. Bij de complete renovatie in de jaren negentig zijn weinig van het oorspronkelijke details behouden gebleven.
De passage herbergt winkels van bekende internationale winkelketens, verdeeld over twee verdiepingen. De passage wordt genoemd als een voorbeeld van hoe een historisch bouwwerk uit de 19e eeuw, werd vernietigd door speculatie met onroerend goed en het niet tijdig beschermen als monument.